# Do You Really Want to Hurt Me
Do You Really Want to Hurt Me ist ein Lied von Culture Club aus dem Jahr 1982.

## Geschichte und Veröffentlichung
Do You Really Want to Hurt Me wurde von Boy George, Roy Hay, Mikey Craig und Jon Moss geschrieben, von Steve Levine produziert und vom Plattenlabel Virgin Records am 6. September 1982 herausgebracht. In den USA übernahm Epic Records den Vertrieb.
Do You Really Want to Hurt Me war das erste Lied von Culture Club, das weltweit veröffentlicht wurde und verhalf der Band zu ihrem kommerziellen Durchbruch. Die Debütsingle White Boy erschien nur in Großbritannien. Das Lied Do You Really Want to Hurt Me wurde zuerst beim Radiosender BBC Radio 2 gespielt und erreichte im Oktober 1982 die Spitzenposition der UK-Singlecharts. In Deutschland belegte der Song 7 Wochen lang den 1. Platz und Anfang 1983 kam er bis auf Platz 2 in den US-amerikanischen Billboard Hot 100.
In vielen Ländern war die B-Seite des Liedes eine Dub-Version von Do You Really Want to Hurt Me, während in den Vereinigten Staaten als B-Seite You know I'm Not Crazy veröffentlicht wurde. Die 12" Single hatte den zusätzlichen Track Love Is Cold (You Were Never No Good). 
Im Musikvideo trägt Boy George ein T-Shirt mit der falschen hebräischen Übersetzung des Bandnamen Culture Club: "Tarbut Agudda" (תַּרְבּוּת אֲגֻדָּה). Anstelle von Mikey Craig trat im Musikvideo sein Bruder Greg auf.
Im Sommer 2005 erschien in Frankreich ein Remix des Liedes als Reggae, welches dort Platz 20 der Charts erreichte.

## Kommerzieller Erfolg

### Chartplatzierungen
| ChartsChartplatzierungen       | Höchstplatzierung | Wochen/ Monate |
| ------------------------------ | ----------------- | -------------- |
| Deutschland (GfK)              | 1 (26 Wo.)        | 26 Wo.         |
| Österreich (Ö3)                | 1 (4,5 Mt.)       | 4,5 Mt.        |
| Schweiz (IFPI)                 | 1 (13 Wo.)        | 13 Wo.         |
| Vereinigte Staaten (Billboard) | 2 (25 Wo.)        | 25 Wo.         |
| Vereinigtes Königreich (OCC)   | 1 (19 Wo.)        | 19 Wo.         |

| ChartsJahrescharts (1982)    | Platzierung |
| ---------------------------- | ----------- |
| Vereinigtes Königreich (OCC) | 5           |

| ChartsJahrescharts (1983)      | Platzierung |
| ------------------------------ | ----------- |
| Deutschland (GfK)              | 5           |
| Österreich (Ö3)                | 3           |
| Vereinigte Staaten (Billboard) | 11          |

### Auszeichnungen für Musikverkäufe
| Land/Region                  | Auszeichnungen für Musikverkäufe (Land/Region, Auszeichnung, Verkäufe) | Verkäufe  |
| ---------------------------- | ---------------------------------------------------------------------- | --------- |
| Dänemark (IFPI)              | Gold                                                                   | 50.000    |
| Deutschland (BVMI)           | Gold                                                                   | 250.000   |
| Frankreich (SNEP)            | Gold                                                                   | 500.000   |
| Kanada (MC)                  | Platin                                                                 | 100.000   |
| Niederlande (NVPI)           | Gold                                                                   | 100.000   |
| Schweden (IFPI)              | Gold                                                                   | 25.000    |
| Vereinigtes Königreich (BPI) | Gold                                                                   | 500.000   |
| Insgesamt                    | 6× Gold · 1× Platin ·                                                  | 1.025.000 |

## Coverversionen
- 1982: Culture Club feat. Pappa Weasel
- 1983: Rita Coolidge
- 1984: Howard Carpendale
- 1985: Gerty Molzen
- 1991: Violent Femmes
- 1997: Diana King
- 2002: Melanie Safka
- 2005: Blue Lagoon
- 2006: Thomas Anders
- 2013: Karen Souza
- 2014: The Silverettes
- 2018: Scott Matthew